# نایو والاس
نایو والاس (انگلیسی: Nayo Wallace؛ زادهٔ ۲۷ مه ۱۹۷۹) هنرپیشه، بازیگر تئاتر، بازیگر تلویزیون، و صدا پیشه اهل ایالات متحده آمریکا است.

## فیلم‌شناسی

### فیلم
- برادران (۲۰۰۱)
- مسابقه سرعت (۲۰۰۸)

### بازی ویدیویی
- نبرد سینت‌ها: سوم - بازی ویدیویی (۲۰۱۱)
- قلمرو دوتایی - بازی ویدیویی (۲۰۱۲)
- عقیده اژدها - بازی ویدیویی (۲۰۱۲)

### مجموعه تلویزیونی
- قهرمان‌ها (مجموعه تلویزیونی) (۲۰۰۹)
- ۲۴ (مجموعه تلویزیونی) (۲۰۱۰)
- دو مرد و نصفی (۲۰۱۰)
- سی‌اس‌آی: نیویورک (۲۰۱۱)
- ان‌سی‌آی‌اس: لس آنجلس (۲۰۱۲)
- ان‌سی‌آی‌اس (۲۰۱۷)
- مأموران شیلد (۲۰۱۸)